# زمین‌لرزه ۱۹۴۸ فوکوئی
زمین‌لرزه فوکوئی  در تاریخ ۲۸ ژوئن ۱۹۴۸ میلادی، برابر با ‎۷ تیر ۱۳۲۷، ساعت ۷:۱۳:۳۰ به زمان یوتی‌سی در ژاپن ، منطقه فوکوئی رخ داد. بزرگی آن ۷ در مقیاس Mw اعلام شده‌است. زمین‌لرزه به وقت محلی در روز دوشنبه، ساعت ۱۶ روی داده و منطقه زمانی آن یوتی‌سی +۹ بوده‌است .
سازمان زمین‌شناسی آمریکا نیز جای این زمین‌لرزه را در مختصات ۳۶°۳۰′شمالی ۱۳۶°۰۰′شرقی / ۳۶٫۵°شمالی ۱۳۶°شرقی و بزرگی آنرا برابر با ۷٫۳ در مقیاس ریشتر اعلام کرده‌است. ژرفای گزارش شده از سوی این سازمان ۲۰ کیلومتر می‌باشد.
تعداد زخمیان ۲۲۲۰۳ نفر برآورده شده‌است.آتش در این زمین‌لرزه درگرفته‌است.